# Marietta Gazzaniga
Marietta Gazzaniga (Voghera, 1824 - Milán, 2 de enero de 1884) fue una soprano italiana.

## Biografía
Gazzaniga nació en Milán y estudió canto con Alberto Mazzucato en Milán. Su debut se produjo en 1840, en su ciudad natal, con Jane Seymour, en Anna Bolena de Donizetti y Romeo en I Capuleti e i Montecchi, de Bellini.
Cantó el papel titular en el estreno de Luisa Miller, de Verdi en el Teatro de San Carlos en Nápoles en 1849, y, al año siguiente, cantó Lina en el estreno de Stiffelio en Trieste. A partir de 1851 comienza a aparecer en La Scala. En 1852 cantó en Bolonia, con la protagonista de Norma y Paolina en Poliuto.
En 1857 realizó una gira por América central y del norte, durante la cual, su esposo, el Conde Malaspina, falleció de viruela en el barco que los trasladaba a La Habana. En Cuba fue tal su popularidad, que un dulcero confeccionó una especie de pan o panetela rectangular y la nombró "de Gazzaniga" en su honor. Es un dulce que hasta hoy, es conocido por los cubanos como "Gaceñiga".
En un posterior viaje a Nueva York (1866 - 1867), la crítica ensalzó su voz como "de gran pureza". Continuó viajando cada año a América hasta 1870. Al final de su carrera comenzó a cantar roles de mezzo-soprano, como, por ejemplo, la Azucena de Il trovatore.